# الحديقة النباتية في بادوفا
الحديقة النباتية في بادوفا أو أورتو بوتانيكو دي بادوفا (بالإيطالية: Orto botanico di Padova) هي حديقة تاريخية عامة ومستنبت علمي جامعي في مدينة بادوفا، شمال شرق إيطاليا. تأسست في عام 1545 في فترة جمهورية البندقية، وهي أقدم حديقة نباتية أكاديمية في العالم. تغطي هذه الحديقة، التابعة إلى جامعة بادوفا، ما يقرب من 22,000 متر مربع. وقد تم تسجيلها في قائمة التراث العالمي لليونسكو عام 1997.

## التصميم
أنشئت حديقة النباتات الأولى في بادوفا في منتصف القرن السادس عشر. وقد حافظت على تصميمها الأصلي – أي الحديقة المغلقة الدائرية التي ترمز إلى العالم، كما أحيطت بشريط ماء. وبالتالي، أضيفت عناصر جديدة، من المداخل النُصبية.

## جاليري

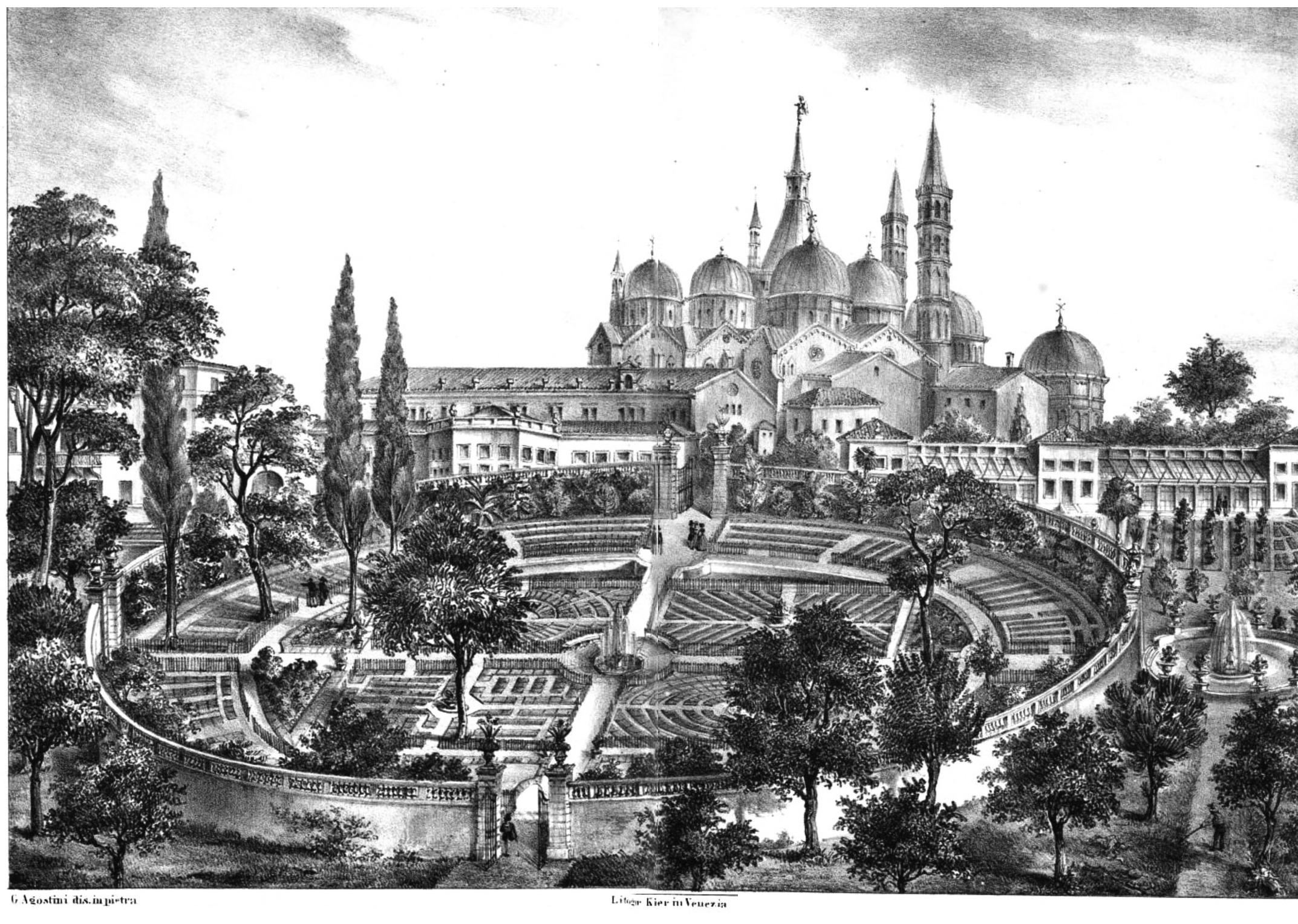
الحديقة في القرن السادس عشر
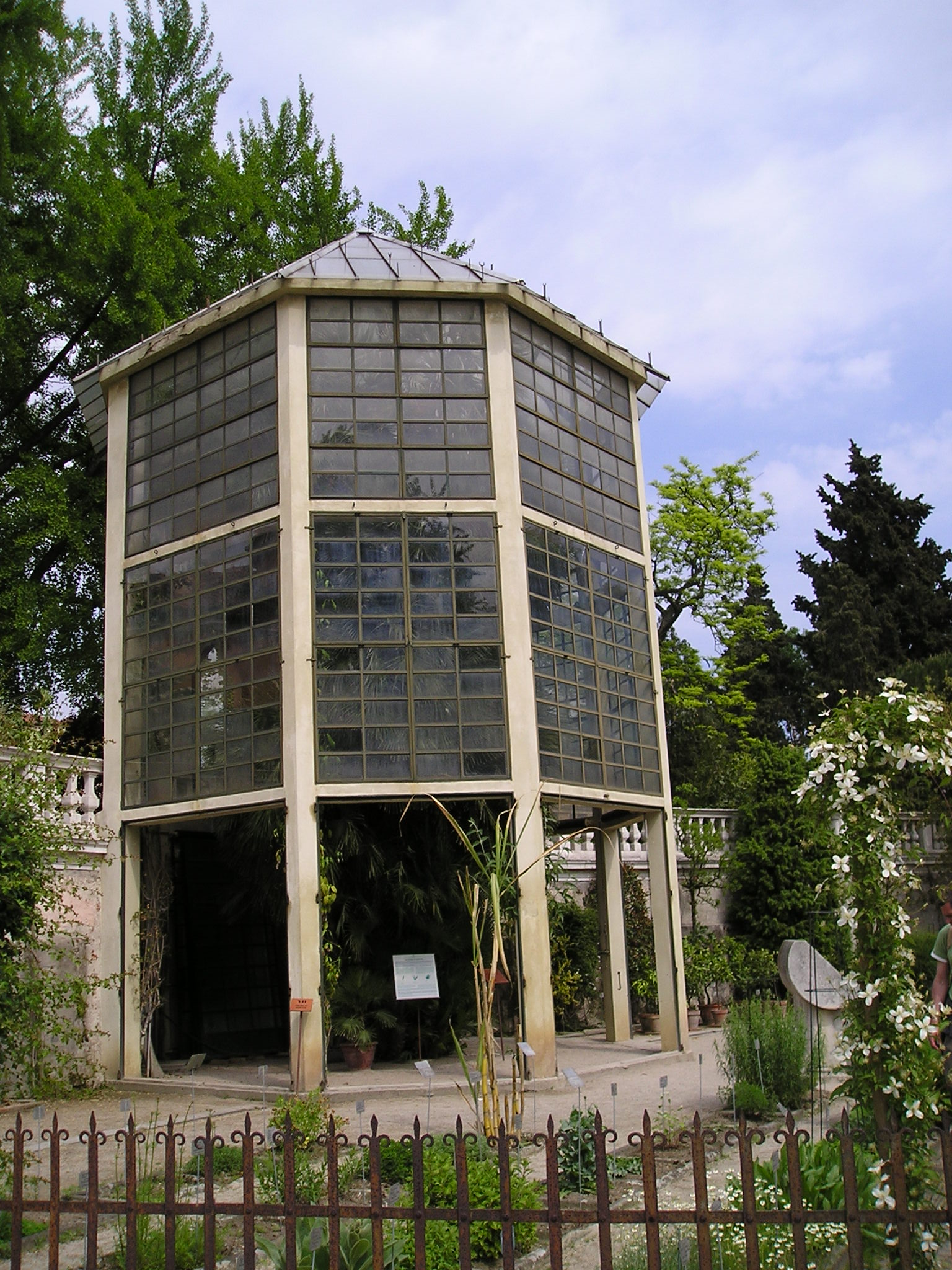
مشتل نخيل غوته
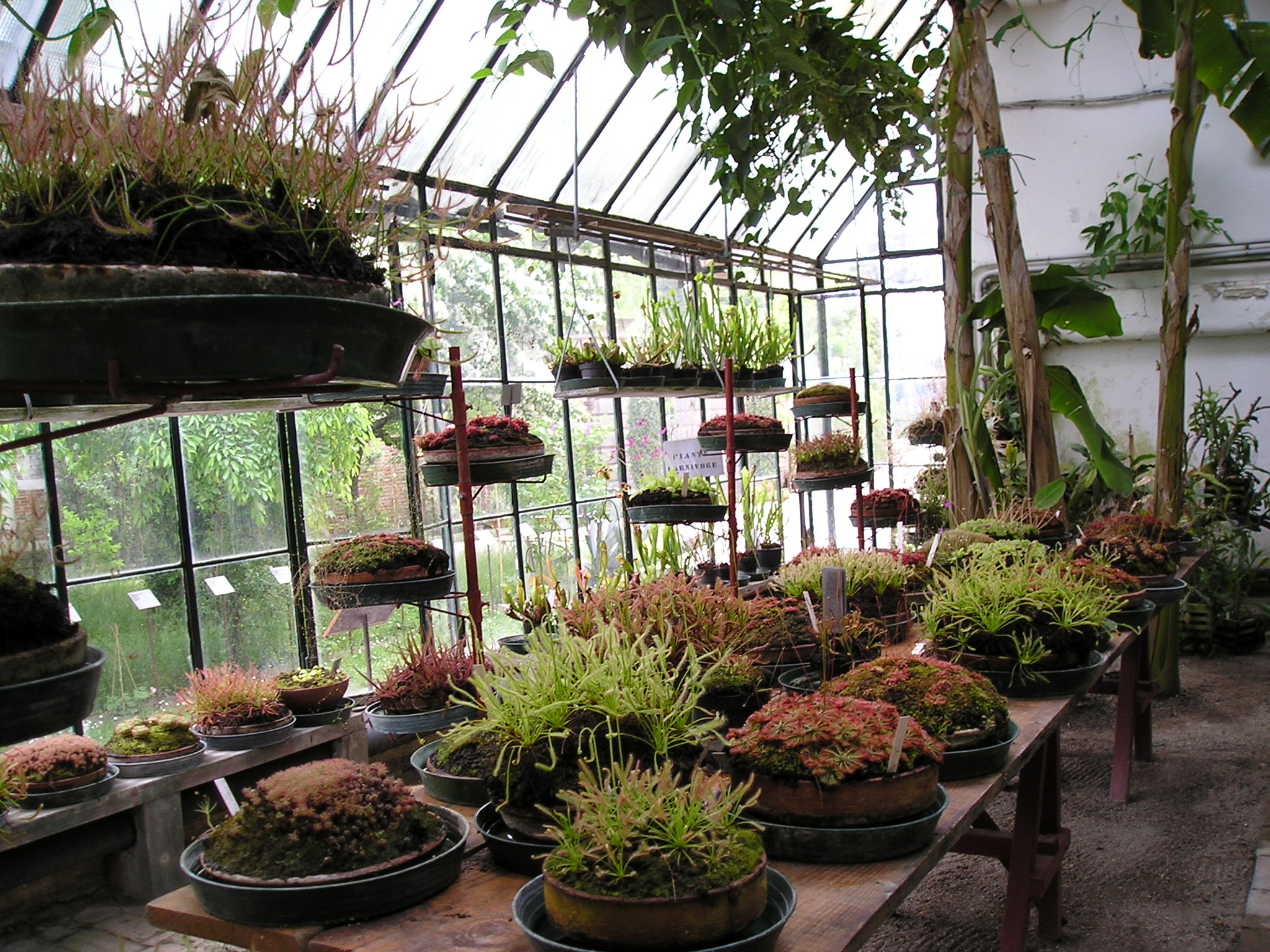
داخل الحديقة

## وصلات خارجية
- حديقة النباتات، بادوفا، الموقع الرسمي لجامعة بادوفا